# Gare de Hama-Kawasaki
La gare de Hama-Kawasaki (浜川崎駅, Hama-Kawasaki-eki) est une gare ferroviaire située dans la ville de Kawasaki, dans la préfecture de Kanagawa au Japon. Elle est exploitée par la East Japan Railway Company (JR East). C'est aussi un dépôt de la JR Freight.

## Situation ferroviaire
La gare de Hama-Kawasaki est située au point kilométrique (PK) 5,7 de la branche principale de la ligne Tsurumi. Elle marque la fin de la branche de la ligne Nambu.

## Histoire
La gare est inaugurée le 1er mai 1918.

## Service des voyageurs

### Accueil
La gare dispose de deux petits bâtiments (un pour chaque ligne) avec guichets, ouverts tous les jours.

### Desserte
- Ligne Nambu :
  - voie 2 : direction Shitte
- Ligne Tsurumi :
  - voie 3 : direction Ōgimachi
  - voie 4 : direction Tsurumi